# Chiliile
Chiliile é uma comuna romena localizada no distrito de Buzău, na região de Valáquia. A comuna possui uma área de 35.66 km² e sua população era de 698 habitantes segundo o censo de 2007.